# Nematobothrium texomensis
Nematobothrium texomensis är en plattmaskart. Nematobothrium texomensis ingår i släktet Nematobothrium, och familjen Didymozoidae. Inga underarter finns listade.